# Dragutin Vrđuka
Dragutin Vrđuka (Zagabria, 3 aprile 1895 – Zagabria, 23 gennaio 1948) è stato un calciatore jugoslavo, di ruolo portiere.

## Palmarès

### Club
- Campionato jugoslavo: 1

Građanski Zagabria: 1923